# Dry Harbour Mountains

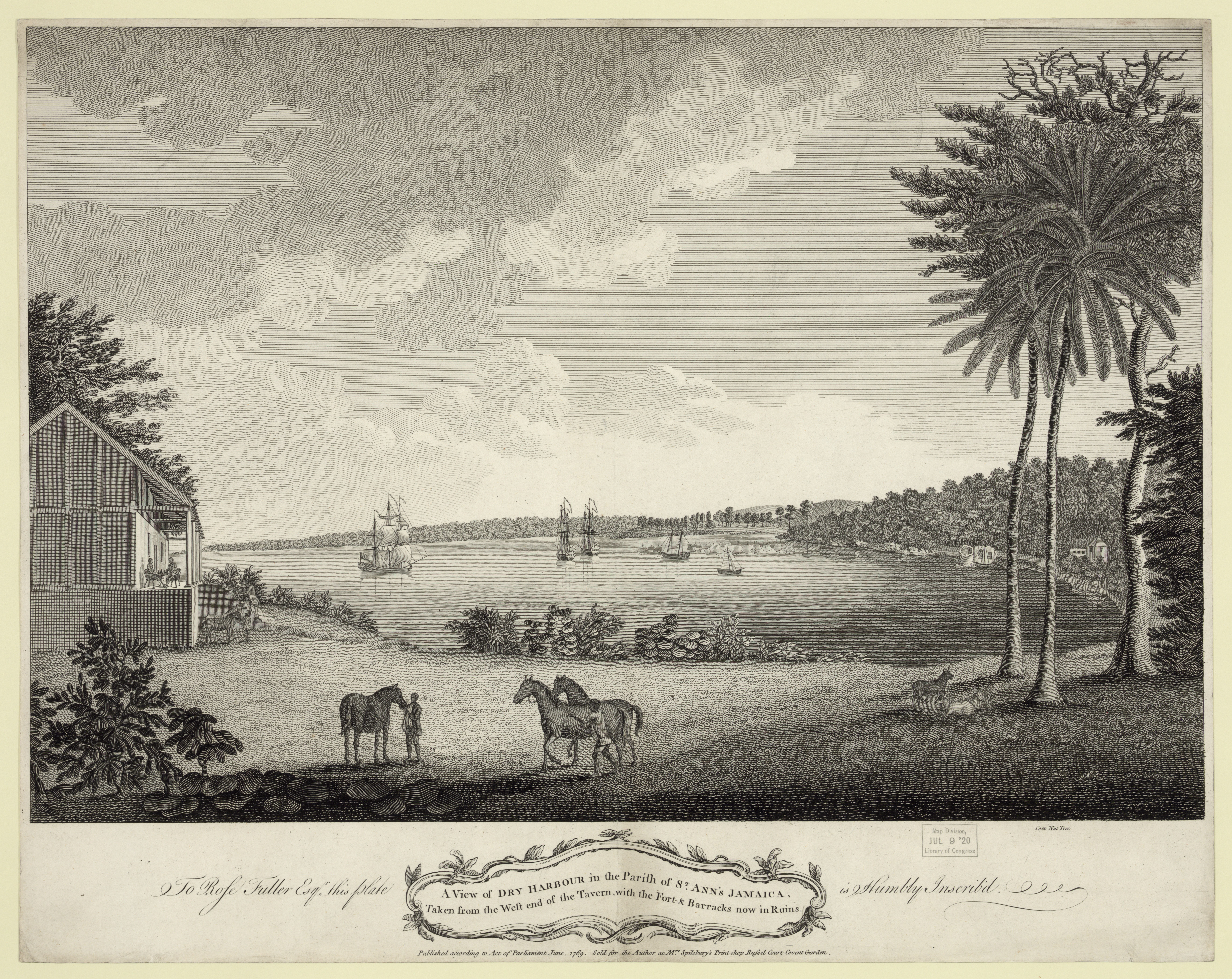
Tekening van Dry Harbour uit 1769

De Dry Harbour Mountains is een bergketen in het noorden van centraal Jamaica. Het is meer een plateau dan een echte bergketen en vormt de oostelijke grens van het Cockpit Country. Dit is ook de berg waar men vroeger naartoe ging om te bidden. De Dry Harbour Mountains begint bij Discovery Bay, St. Ann en bestrijkt de meeste nederzettingen helemaal tot aan het oostelijke einde van het Cockpit Country. Het is een bergketen die rijk is aan kalksteen en bauxiet. Het bodemtype is latosol dat bestaat uit rood ijzer en aluminiumoxide.
De Dry Harbour Mountains ligt zo'n 670 meter boven de zeespiegel en veel gebieden zijn erg koel. Het gebied is bedekt met rijke groene weiden en talrijke bomen. In veel gebieden is het natte kalksteenbos te vinden. Vele voorname districten maken deel uit van dit plateaugebied van Jamaica. Nine Mile (de woonplaats van Bob Marley), Alexandria, Aboukir, Clarksonville, Tobolski, Gibraltar, Watt Town, Bethany, Murray Mountain en McKenzie, Cascade, en Battersea, de woonplaats van Basil Robinson, zijn enkele van de nederzettingen in het Dry Harbour-gebergte.
Aboukir is de geboorteplaats van Harry Belafontes moeder, en de plaats waar hij als kind woonde.